# 콜론주 (온두라스)

콜론 주의 위치

콜론주(스페인어: Colón)는 온두라스 동부에 위치한 주로 주도는 트루히요이며 면적은 8,875km2, 인구는 284,900명(2007년 기준)이다. 카리브해와 접한다. 1881년에 신설되었으며 10개 지방 자치체를 관할한다.